# Delgadito
Delgadito is een stripreeks van de Nederlandse striptekenaar Paul Teng. De reeks bestaat uit vier albums die verschenen tussen 1981 en 1984 bij uitgeverij Panda. Het is een avonturenstrip over een indiaan die bij de blanken werd opgevoed. Paul Teng debuteerde met deze reeks als striptekenaar en scenarist.

## Inhoud
Delgadito is de hoofdpersoon van de gelijknamige strip. Hij is een door blanken opgevoede Nedni-Apache die de opgejaagde Bedonkohe-Apachen te hulp komt als deze in het nauw worden gedreven door de blanken die de Apachen willen opsluiten in reservaten. In het tweede deel moet Delgadito  een wagen vol wapens afleveren bij Ponce, de strijdleider van de vrije Bedonkohe-Apachen.
In 1984 verscheen dit vierde en laatste Delgadito-album, dat zich afspeelt in het prairiegebied.

## Albums
| Nummer | Titel                       | Verschenen | Uitgeverij |
| ------ | --------------------------- | ---------- | ---------- |
| 1      | De keuze van de adelaar     | 1981       | Panda      |
| 2      | Herinneringen aan een rebel | 1981       | Panda      |
| 3      | Bosque redondo              | 1982       | Panda      |
| 4      | De cirkel geschonden        | 1984       | Panda      |